# René Bonino
René Bonino (Francia, 14 de enero de 1930-18 de agosto de 2016) fue un atleta francés especializado en la prueba de 100 m, en la que consiguió ser campeón europeo en 1954.

## Carrera deportiva
En el Campeonato Europeo de Atletismo de 1954 ganó la medalla de plata en los 100 metros, llegando a meta en un tiempo de 10.6 segundos, tras el alemán Heinz Fütterer (oro con 10.5 s que igualó récord de los campeonatos) y por delante del británico George Ellis (bronce con 10.7 s).